# Damián Bobadilla
Damián Josué Bobadilla Benítez (Asunción, Paraguay; 11 de julio de 2001) es un futbolista paraguayo. Juega de centrocampista y su equipo actual es el São Paulo del Campeonato Brasileño de Serie A. Es internacional absoluto con la selección de fútbol de Paraguay. Es hijo de Aldo Bobadilla.

## Trayectoria
Formado en las categorías inferiores de Cerro Porteño, Bobadilla hizo su debut en el primer equipo del club el 5 de mayo de 2021, enfrentando a Atlético Mineiro en un partido de la Copa Libertadores. Rápidamente, logró asegurarse un puesto en el equipo titular del club.

## Selección nacional

### Absoluta
Es internacional con la selección de fútbol de Paraguay. Bobadilla recibió su primera citación a la selección paraguaya en octubre de 2023 para las Eliminatorias Sudamericanas 2026.

#### Participaciones en Eliminatorias Sudamericanas
| Eliminatorias                    | Resultado   | Partidos | Goles |
| -------------------------------- | ----------- | -------- | ----- |
| Eliminatorias Sudamericanas 2026 | Por definir | 6        | 0     |

#### Participaciones en Copa América
| Copa              | Sede           | Resultado      | Partidos | Goles |
| ----------------- | -------------- | -------------- | -------- | ----- |
| Copa América 2024 | Estados Unidos | Fase de grupos | 3        | 0     |

## Estadísticas
Actualizado al último partido disputado el 7 de octubre de 2023.
| Club                   | Div.          | Temporada     | Liga  | Liga  | Copas nacionales | Copas nacionales | Copas internacionales | Copas internacionales | Total | Total |
| Club                   | Div.          | Temporada     | Part. | Goles | Part.            | Goles            | Part.                 | Goles                 | Part. | Goles |
| ---------------------- | ------------- | ------------- | ----- | ----- | ---------------- | ---------------- | --------------------- | --------------------- | ----- | ----- |
| Cerro Porteño Paraguay | 1.ª           | 2021          | 2     | 0     | 0                | 0                | 2                     | 0                     | 4     | 0     |
| Cerro Porteño Paraguay | 1.ª           | 2022          | 15    | 1     | 0                | 0                | 2                     | 0                     | 17    | 1     |
| Cerro Porteño Paraguay | 1.ª           | 2023          | 31    | 6     | 1                | 0                | 10                    | 2                     | 42    | 8     |
| Cerro Porteño Paraguay | Total club    | Total club    | 48    | 7     | 1                | 0                | 14                    | 2                     | 63    | 9     |
| Total carrera          | Total carrera | Total carrera | 48    | 7     | 1                | 0                | 14                    | 2                     | 63    | 9     |

## Palmarés

### Títulos nacionales
| Título              | Club          | País     | Año    |
| ------------------- | ------------- | -------- | ------ |
| Primera División    | Cerro Porteño | Paraguay | 2021-C |
| Supercopa de Brasil | São Paulo     | Brasil   | 2024   |

## Vida personal
Es hijo del exfutbolista y mundialista paraguayo, Aldo Bobadilla.